# Sheridan (Wyoming)
 For alternative betydninger, se Sheridan (flertydig). (Se også artikler, som begynder med Sheridan)
Sheridan er en amerikansk by i Sheridan County, i staten Wyoming. I 2000 havde byen et indbyggertal på 15.804.

## Ekstern henvisning
- Sheridans hjemmeside (engelsk)

44°47′48″N 106°57′32″V / 44.7967°N 106.9589°V